# Crêt du Cervelet
Crêt du Cervelet är en kulle i Schweiz. Den ligger i kantonen Neuchâtel, i den västra delen av landet, 60 km väster om huvudstaden Bern. Toppen på Crêt du Cervelet är 1 293 meter över havet.